# Викуловская волость
Вику́ловская волость — административно-территориальная единица Тарского уезда Тобольской губернии (до 1917), Акмолинской (Омской) области (1917—1918), Ишимского уезда Тобольской (Тюменской) губернии (1918, 1919—1923).
Волостной центр — село Викуловское.

## История
В 1782 году была образована Викуловская крестьянская волость с центром в слободе Викуловой из части Тобольского уезда с присоединением к Тарскому уезду.
С 1893 года по 1 июля 1903 года в Викуловской волости было образовано 2 переселенческих участка.
В 1898 году состоялась попытка преобразовать село Викуловское в город, о чём в газете было написано следующее:

«Есть Тарский округ. Это — далеко, в Сибири. В Тарском округе есть село Викуловское. В одно прекрасное время, мелкий чиновник по крестьянским делам, г. Бестужев, приказал составить приговор, чтобы переименовать село Викуловское в город. Это было, приблизительно, год назад. Приговор сельчане, разумеется, составили. На первых порах им это показалось даже „лестно“… Находились опасливые люди, которые „сумлевались“: не обойдётся-ли такая роскошь дорого? Но чиновник их успокоил. Главный вопрос заключался в том, что придётся строить острог, ибо — какой-же город без острога? Чиновник утверждал, что когда будет город, тогда и острог возникнет сам собою, по щучьему велению. Выходит теперь, однако, не так, — и жители волнуются…
„Сибирский вестник“, откуда мы почерпываем эти курьёзные в бытовом отношении сведения, с грустью замечает, что на каждом шагу видны доказательства чисто ташкентского отношения к делу граждан чиновников. На крестьянское общественное имущество они смотрят как на своё собственное. Для устройства „с правилами“ потребовалось распилить пол. Волостному старшина Афанасьев хотел было воспротивиться этому, но гражданин чиновник по крестьянским делам посадил его за это под арест на 5 суток, заявив „волость“ моя, что хочу то и делаю».

В 1903 году часть территории волости была выделена в образованную Озёринскую волость.
К 1 января 1904 года в волости действовало 2 переселенческих участка.
До 1913 года в волости было образовано 7 переселенческих участков.
В 1921 году началось крупнейшее антибольшевистское Западно-Сибирское крестьянское восстание, которое поддержала и Викуловская волость. Социальный состав повстанческого движения был разнообразным: в основном середняки, зажиточные крестьяне, часть бедноты, бывшие военные специалисты, перебежавшие или сдавшиеся в плен красноармейцы, а также уголовники. Отмечались и случаи участия в рядах мятежников представителей милиции (например, на стороне повстанцев оказались милиционеры Озёринской волости — Голованов и Викуловской волости — Григорьев). Одним из руководителей восстания был служащий Викуловского лесничества, заместитель начальника штаба Северного фронта повстанцев Ишимского уезда — Бураков.
3 ноября 1923 года волость была упразднена. Территория волости вошла в состав образованного Викуловского района Ишимского округа Уральской области с образованием сельских советов Викуловский, Волынкинский, Калининский, Покровский, Чебаклейский.

## Административное деление
Состав на 1868 год
| - слобода Викулова - село Озёринское - деревня Ачимова - деревня Бородина - деревня Базаринская - деревня Волынкина - деревня Коточиговская - деревня Калинина - деревня Усть-Башачинская - деревня Катайская | - деревня Красная Гора - деревня Берёзина - деревня Волгина - деревня Ново-Щётникова - деревня Старо-Щётникова - деревня Чебаклейская - выселок Савиновский - выселок Беляковский - выселок Клоковский - выселок Усть-Барсукский |

Состав на 1893 год
| - слобода Викулово - село Озёрное - деревня Ачимова - деревня Базариха - деревня Башачиха - деревня Берёзина - деревня Бородина - деревня Беляки - деревня Волгина - деревня Волынкина | - деревня Калинина - деревня Катайская - деревня Коточиги - деревня Красная Гора - деревня Малиновка - деревня Ново-Щётникова - деревня Савинова - деревня Старо-Щётникова - деревня Усть-Барсукская - деревня Чебаклейская | - выселок Покровский |

Состав на 1903 год
| - слобода Викулова - село Калининское - деревня Берёзина - деревня Волынкина - деревня Красная Гора - деревня Ново-Щётникова - деревня Старо-Щётникова - деревня Усть-Барсук - деревня Чебаклей - посёлок Иковский | - посёлок Покровка |

Состав на 1909 год
| - село Викуловское - село Калининское - деревня Берёзина - деревня Волынкина - деревня Долгушина - деревня Красная Гора - деревня Ново-Щётникова - деревня Старо-Щётникова - деревня Сартам - деревня Усть-Барсук | - деревня Чебаклей - посёлок Иковский - посёлок Покровский |

Состав на 1916 год
| - село Викуловское - село Калининское - деревня Берёзина - деревня Волынкина - деревня Долгушина - деревня Красная Гора - деревня Ново-Щётникова - деревня Сартам - деревня Старо-Щётникова - деревня Усть-Барсук | - деревня Чебаклей - посёлок Борки - посёлок Иковский - посёлок Ново-Никольский - посёлок Покровский - посёлок Распопихинский |

Состав на 1923 год
| - село Викулово - село Калинино - деревня Берёзина - деревня Богатый - деревня Волынкина - деревня Долгушина - деревня Иковская - деревня Красная Гора - деревня Ново-Никольская - деревня Ново-Щёткина | - деревня Покровка - деревня Сартам - деревня Старо-Щёткина - деревня Усть-Барсук - деревня Чебаклей - посёлок Борки - посёлок Распопиха - хутор Кожевников - хутор Лебяжье |

### Административные участки
- IV участок крестьянского начальника Тарского уезда с центром в селе Викуловское;
- V участок полицейского урядника Тарского уезда с центром в селе Калининское;
- VI следственный участок Тарского уезда с центром в селе Викуловское;
- VI участок сельского врача с центром в селе Викуловское;
- Тарский участок прокурора Тобольского Окружного Суда Тарского уезда с центром в городе Тара;
- Тарский участок податного инспектора Тарского уезда с центром в городе Тара;
- III район инспектора народных училищ Тарского уезда с центром в городе Тара;
- II полицейский стан Тарского уезда с центром в селе Викуловское;
- Викуловское лесничество с центром в селе Викуловское.

### Сельские общества
- 1907 год — 11 населённых пунктов, 7 сельских обществ;
- 1908 год — 11 населённых пунктов, 8 сельских обществ;
- 1909 год — 11 населённых пунктов, 8 сельских обществ;
- 1910 год — 13 населённых пунктов, 11 сельских обществ;
- 1911 год — 17 населённых пунктов, 11 сельских обществ;
- 1912 год — 17 населённых пунктов, 11 сельских обществ;
- 1913 год — 17 населённых пунктов, 11 сельских обществ;
- 1914 год — 17 населённых пунктов, 12 сельских обществ;
- 1915 год — 17 населённых пунктов, 12 сельских обществ.

## Промышленность и торговля
На 1891 год Покровский торжок в слободе Викуловской с оборотом 80000 рублей, являлся самым значительным в Тарском округе.
На 1908 год в волости имелся крупный маслодельный завод Кулакова П. В. в селе Викуловское.
На 1 января 1909 года в волости имелся единственный кооперативный маслодельный завод, на котором перерабатывалось 26000 пудов молока, работало 4 сепаратора и трудилось на заводе 3 рабочих.

## Инфраструктура
На 1868 год в волости имелось: 3 церкви, 3 почтовые станции, 4 торжка, 1 приходское училище.
На 1903 год в волости имелось: 8 хлебо-запасных магазинов, 7 водяных мельниц, почтовая станция, земская станция, 3 церкви, волостное правление с почтовыми операциями и сберегательными кассами, 1 министерская школа, 2 церковно-приходские школы, 1 лечебница, 4 кожевенных завода, 2 казённые винные лавки, 1 ренсковый погреб, 1 маслодельный завод, 22 торговые лавки, 3 ярмарки и 1 торжок.
На 1909 год в волости имелось: 3 церкви, 2 часовни, 1 читальня, 4 школы (официальные), 1 школа (грамоты), 10 хлебо-запасных магазинов, 2 винные лавки, 23 торговые лавки, 1 ветряная мельница, 7 водяных мельниц, 4 маслодельни, 2 маслобойни, 4 завода, 8 кузниц, 10 пожарных сараев, 3 ярмарки, 1 почтовая станция, 1 земская станция.
На 1915 год в волости имелась 1 лечебница в селе Викуловском, государственная сберегательная касса при Викуловском волостном правлении, Викуловское кредитное товарищество с правлением в селе Викуловском, склад земледельческих орудий и машин принадлежавший Шадрину С. Д. в селе Викуловское.
В волости проходили тракты:
- почтовый тракт Тобольск-Тара со станцией в селе Викуловское;
- земский тракт Тобольск-Тара со станцией в селе Викуловское.

## Религия
В 1776 году построена церковь в слободе Викуловской.
В 1820 году построена вторая церковь в слободе Викуловской.
В 1900 году построена церковь в селе Калининском.
Православные приходы Викуловский, Калининский входили в I благочиние Тарский уезд Тобольской епархии с центром в селе Викуловское.

## Население
Национальный состав волости: русские, украинцы, цыгане, чуваши, поляки, мадьяры, поляки, татары, немцы, финны, евреи, мордва и незначительное число других. Переселенческое население из Курской губернии.
На 1868 год в волости проживало 5295 человек (2575 м — 2720 ж).
На 1893 год в волости проживало 9833 человек (4918 м — 4915 ж) в 1454 дворах.
На 1903 год в волости проживало 4397 человек (2195 м — 2202 ж) в 780 дворах 11 селениях.
На 1909 год в волости проживало 5284 человек (2684 м — 2600 ж) в 13 селениях.
Крупнейшие населённые пункты
| 1868 год - деревня Калинина — 717 чел.; - слобода Викулова — 566 чел.; - село Озёринское — 552 чел.; - деревня Ачимова — 430 чел.; - деревня Чебаклейская — 361 чел. | 1893 год - село Викулово — 1031 чел.; - деревня Калинина — 922 чел.; - село Озёрное — 852 чел.; - деревня Ачимова — 848 чел.; - деревня Чебаклейская — 641 чел. | 1897 год - село Викулово — 1026 чел.; - село Калининское — 999 чел.; - село Озёринское — 933 чел.; - деревня Ачимова — 563 чел; - деревня Чебаклей — 547 чел. |

| 1903 год - село Калининское — 995 чел.; - слобода Викулова — 907 чел.; - деревня Чебаклей — 672 чел.; - посёлок Покровка — 414 чел.; - деревня Волынкина — 389 чел. |  | 1909 год - село Калининское — 1042 чел.; - село Викуловское — 990 чел.; - деревня Чебаклей — 537 чел.; - деревня Волынкина — 517 чел.; - деревня Долгушина — 380 чел. |

## Известные уроженцы
- Гапоненко, Даниил Васильевич — уроженец села Викуловского, Герой Советского Союза.
- Софонов, Пётр Васильевич — уроженец села Викуловского, протоиерей, кавалер.